# Light from Above
"Light From Above"(2008) est le premier disque de Black Tide, jeune groupe de Thrash metal. Le disque est lancé par une série de singles, notamment Shockwave, Shout ou Light From Above, titre éponyme de l'album.

## Titres des chansons
1. Shockwave
2. Shout
3. Warriors Of Time
4. Give Me A Chance
5. Let Me
6. Show Me The Way
7. Enterprise
8. Live Fast Die Young
9. Hit the Lights (reprise de Metallica)
10. Black Abyss
11. Light From Above
12. Black Widow (Bonus Track)